# Piz Motton
Der Piz Motton ist ein 2854 m ü. M. hoher Berg der Tambogruppe. Er befindet sich im Kanton Graubünden in der Schweiz. Der Piz Motton liegt zwischen der Bocchetta di Curciusa im Süden und dem Piz de la Lumbreida im Norden.